# Одержимість (серіал, 2023)
«Одержимість» (англ. Obsession) — британо-французький серіал 2023 року у жанрі еротичного трилеру та створений компаніями Gaumont, Moonage Productions. В головних ролях — Чарлі Мерфі, Річард Армітедж, Індіра Варма, Ріш Шах, Піппа Беннетт-Ворнер.
Серіал вийшов на Netflix 13 квітня 2023 року.
Серіал має 1 сезон. Завершився 4-м епізодом, який вийшов у ефір 13 квітня 2023 року.
Режисер серіалу — Гленн Лейберн, Ліза Баррос Д'Са.
Сценарист серіалу — Морган Ллойд Малкольм, Бенжи Уолтерс.
Серіал заснований на романі «Пошкодження» (1991) Жозефіни Гарт.

## Сюжет
Інтрижка респектабельного лондонського хірурга з нареченою його сина переростає в пристрасний роман, який може назавжди змінити їхні життя.

## Актори та персонажі
| Актор                | Роль            |
| -------------------- | --------------- |
| Чарлі Мерфі          | Анна Бартон     |
| Річард Армітедж      | Вільям Ферроу   |
| Індіра Варма         | Інгрід Ферроу   |
| Ріш Шах              | Джей Ферроу     |
| Піппа Беннетт-Ворнер | Пеггі Грем      |
| Сонера Енджел        | Саллі Ферроу    |
| Аніл Гутам           | Едвард          |
| Меріон Бейлі         | Елізабет Бартон |
| Селін Арден          | -               |
| Айла Джексон-Річі    | -               |
| Франческа Найт       | -               |
| Грегг Барнетт        | -               |
| Віктор Понтекорво    | -               |
| Летті Томас          | -               |
| Керім Хассан         | -               |

## Сезони
| Сезон | Епізоди | Епізоди | Оригінальний показ | Оригінальний показ | Оригінальний показ |
| Сезон | Епізоди | Епізоди | Перший показ       | Останній показ     | Мережа             |
| ----- | ------- | ------- | ------------------ | ------------------ | ------------------ |
| 1     | 4       | 4       | 13 квітня 2023     | 13 квітня 2023     | Netflix            |

## Список серій

### Сезон 1 (2023)
| № | # | Назва                  | Режисер                         | Сценарист                                           | Перший ефір у США |
| --- | - | ---------------------- | ------------------------------- | --------------------------------------------------- | ----------------- |
| 1 | 1 | «Епізод 1» «Episode 1» | Гленн Лейберн, Ліза Баррос Д'Са | Морган Ллойд Малкольм, Бенжи Уолтерс, Жозефіна Гарт | 13 квітня 2023    |
| Вільям та Інґрід із нетерпінням чекають на зустріч з Анною, новою дівчиною Джея. Але ще до офіційного знайомства погляди Вільяма й Анни зустрічаються — і спалахує полум’я. |   |                        |                                 |                                                     |                   |
| 2 | 2 | «Епізод 2» «Episode 2» | Гленн Лейберн, Ліза Баррос Д'Са | Морган Ллойд Малкольм, Бенжи Уолтерс, Жозефіна Гарт | 13 квітня 2023    |
| Пристрасть розпалюється, і Анна встановлює для Вільяма правила. Рішучість його намірів під питанням, коли вона їде в Париж із Джеєм.                                        |   |                        |                                 |                                                     |                   |
| 3 | 3 | «Епізод 3» «Episode 3» | Гленн Лейберн, Ліза Баррос Д'Са | Морган Ллойд Малкольм, Бенжи Уолтерс, Жозефіна Гарт | 13 квітня 2023    |
| Загадкове повідомлення, яке Вільям отримує під час заручин Анни та Джея, вибиває його з колії, і чоловік робить промах. Саллі в усьому зізнається.                          |   |                        |                                 |                                                     |                   |
| 4 | 4 | «Епізод 4» «Episode 4» | Гленн Лейберн, Ліза Баррос Д'Са | Морган Ллойд Малкольм, Бенжи Уолтерс, Жозефіна Гарт | 13 квітня 2023    |
| Вільяму й Анні загрожують серйозні неприємності, але все змінює нещасний випадок. Матір Анни розповідає страшну таємницю минулого.                                          |   |                        |                                 |                                                     |                   |

## Відгуки критиків
| Сезон | Відгуки критиків   | Відгуки критиків |
| Сезон | Rotten Tomatoes    | Metacritic       |
| ----- | ------------------ | ---------------- |
| 1     | 29 % (21 рецензія) | 37 (8 рецензій)  |

#### Сезон 1
На сайті-агрегаторі рецензій Rotten Tomatoes перший сезон має 29 % «свіжості» на основі 21 рецензії із середнім рейтингом 4,6/10.
На Metacritic серіал отримав 37 балів зі 100 на основі 8 рецензій від кінокритиків, що свідчить про «загалом негативні рецензії».